# Valea Babii
Valea Babii románul: Valea Babii, falu Romániában, Erdélyben, Hunyad megyében.

## Fekvése
Felsőnyiresfalva (Lunca Cernii de Sus) mellett fekvő település.

## Története
Valea Babii korábban Felsőnyiresfalva (Lunca Cernii de Sus) része volt. 1956-ban adatai Kékesfalvához (Meria) voltak számítva.
1966-ban 109, 1977-ben 86, 2002-ben 30, román lakosa volt.